# Ceratonia siliqua
Il carrubo (Ceratonia siliqua L., 1753) è un albero appartenente alla famiglia delle Fabaceae.
È una specie prevalentemente dioica (esistono cioè piante con soli fiori maschili e alberi con fiori solo femminili, raramente presentano fiori di ambedue i sessi sulla stessa pianta). Per le sue caratteristiche si possono avere sullo stesso carrubo contemporaneamente fiori, frutti e foglie, essendo la maturazione dei frutti molto lunga.
Insieme all'Olea europaea è una specie caratteristica dell'alleanza fitosociologica Oleo-ceratonion.

## Descrizione
Il carrubo è un albero poco contorto, solitamente sempreverde, robusto, a chioma espansa, ramificato in alto. Può raggiungere un'altezza di 9–10 m. Ha una crescita molto lenta, anche se è molto longevo e può diventare pluricentenario. Il fusto è vigoroso, con corteccia grigiastra-marrone, poco fessurata. Ha foglie composte, paripennate, con 2-5 paia di foglioline robuste, coriacee, ellittiche-obovate di colore verde scuro lucente superiormente, più chiare inferiormente, con margini interi.
La pianta è dioica. I fiori sono molto piccoli, unisessuali, verdastri tendenti al rossiccio; si formano su corti racemi lineari all'ascella delle foglie. I fiori maschili hanno cinque stami liberi; quelli femminili uno stilo corto. La fioritura avviene in agosto-settembre e la maturazione si completa tra agosto e ottobre dell'anno successivo alla fioritura che ha dato loro origine.
I frutti, chiamati popolarmente carrube, vajane o sciuscelle, sono dei lomenti: grandi baccelli indeiscenti lunghi 10–20 cm, spessi e cuoiosi, dapprima di colore verde pallido, in seguito quando sono maturati, nel periodo compreso tra agosto e ottobre, marrone scuro. Presentano una superficie esterna molto dura, con polpa carnosa, pastosa e zuccherina che indurisce col disseccamento. I frutti permangono per parecchio tempo sull'albero e hanno maturazione molto scalare per cui possono essere presenti, allo stesso tempo, frutti secchi di colore marrone, e frutti immaturi di colore più chiaro. A causa dell'elevato contenuto in tannino, la polpa dei frutti può avere effetto irritante, se assunta in grande quantità. I frutti contengono semi scuri, tondeggianti e appiattiti, assai duri, molto omogenei in peso, detti "carati",  utilizzati in passato come misura dell'oro.

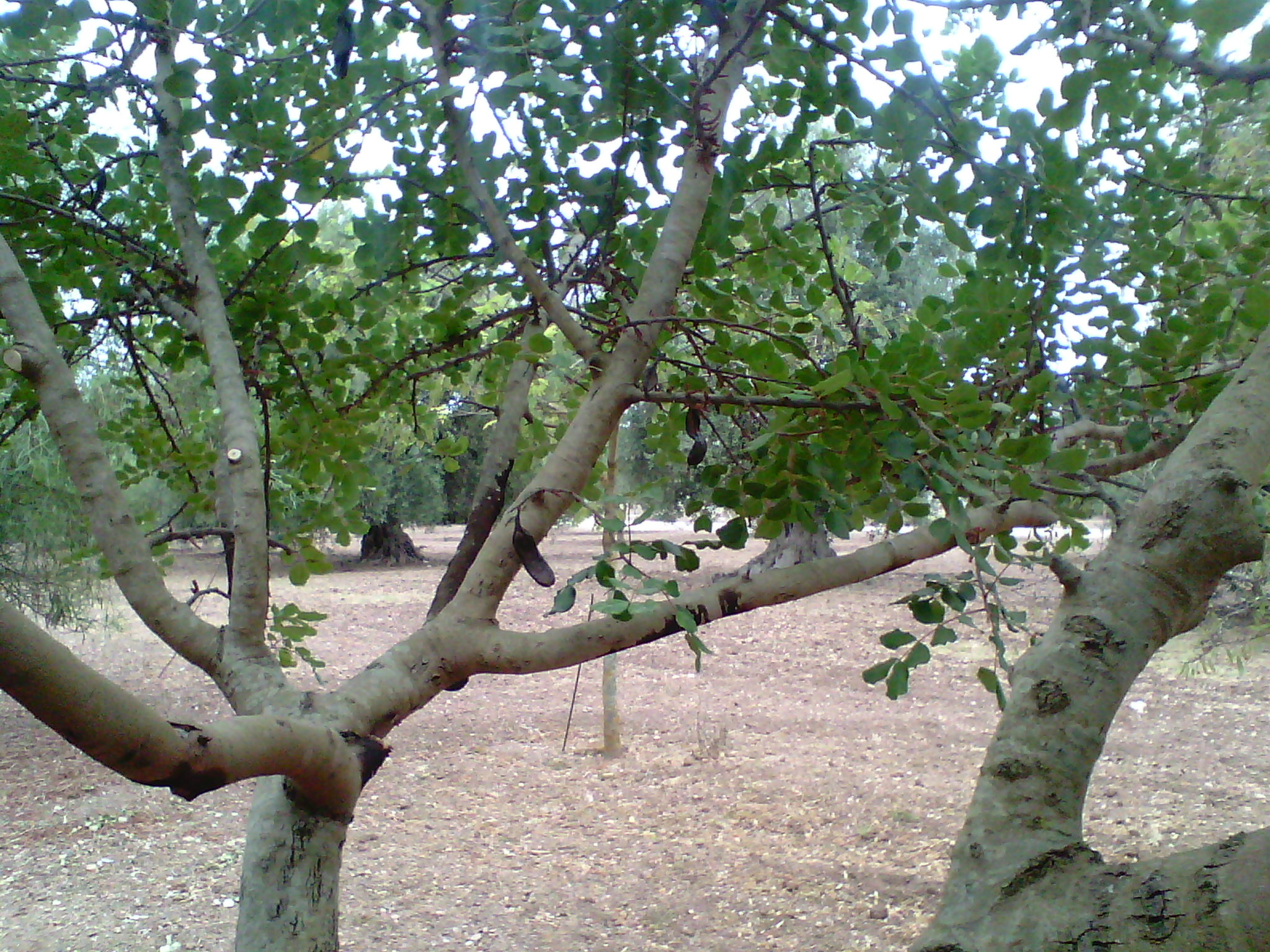
Rami
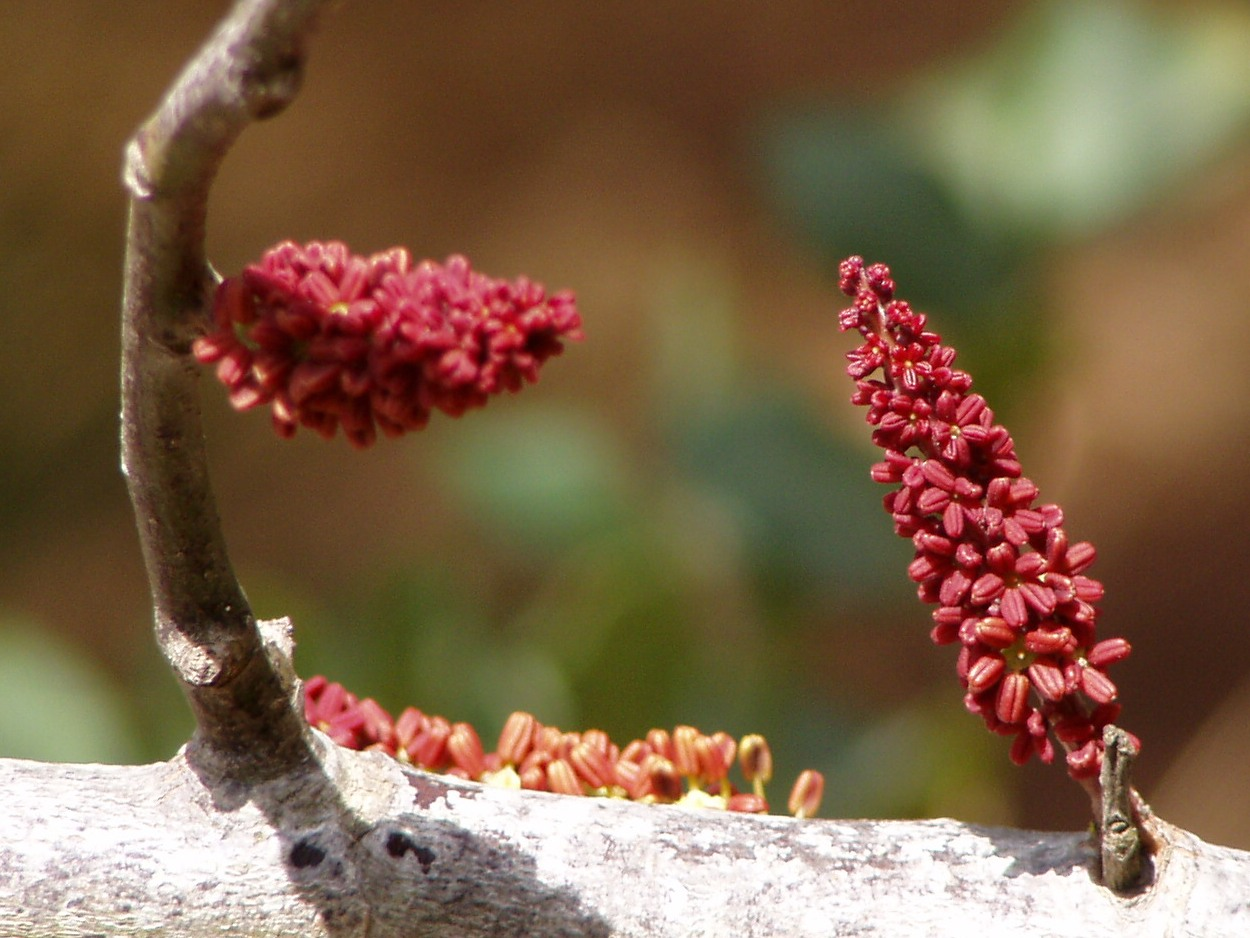
Fiori del carrubo
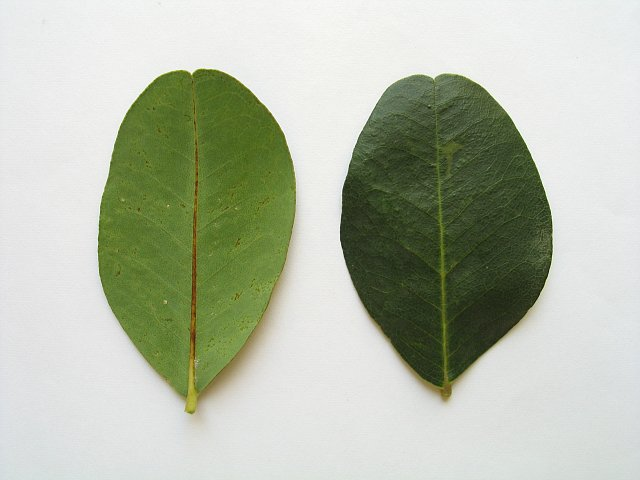
Foglioline
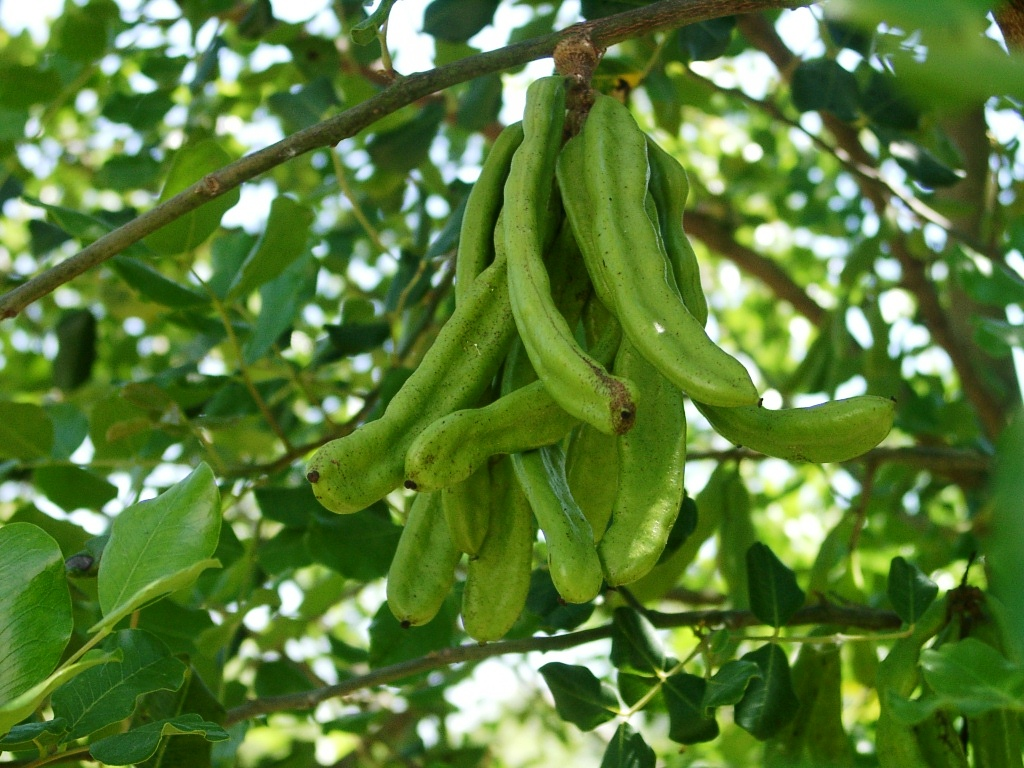
Foglie e frutti
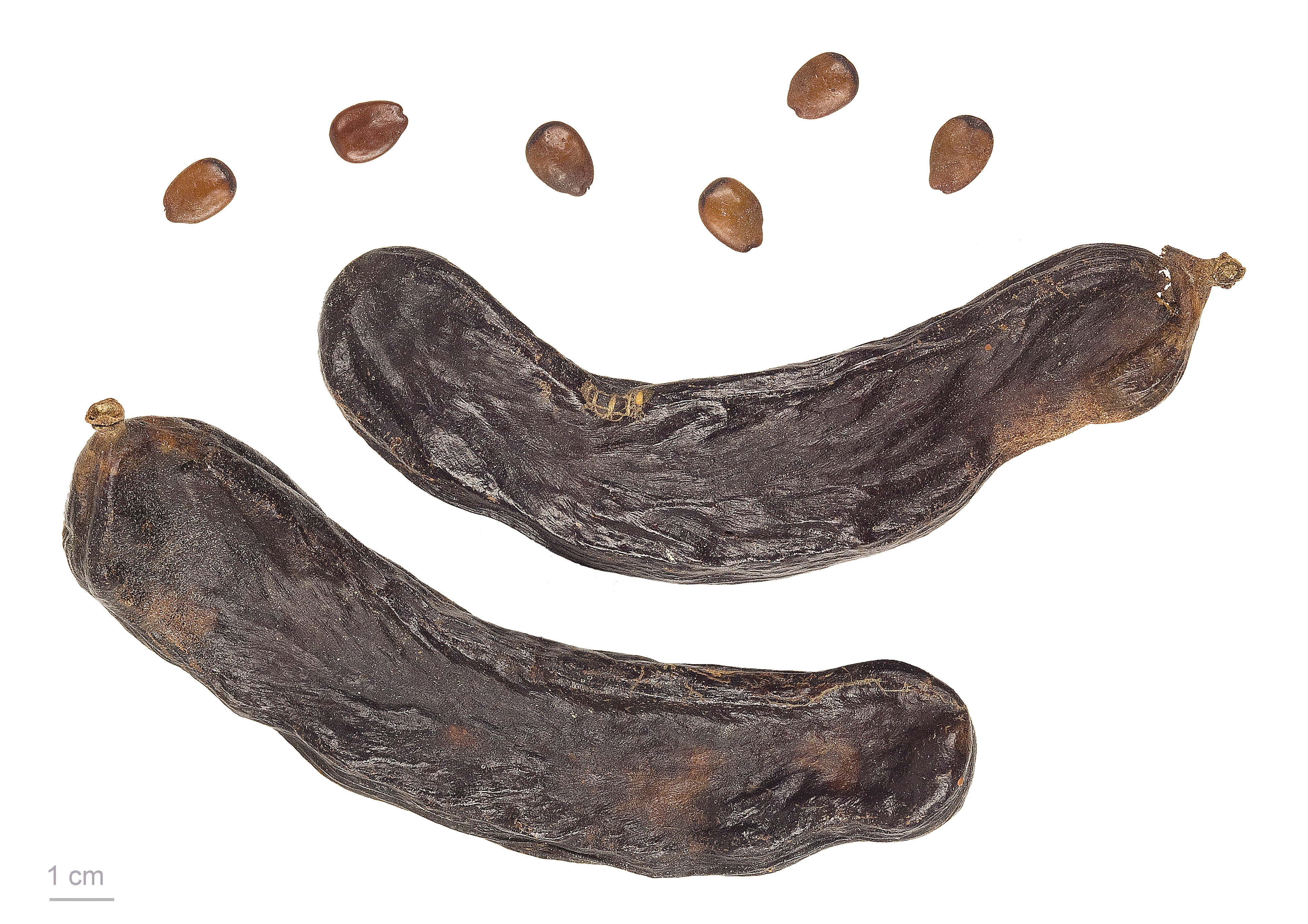
Semi e frutti
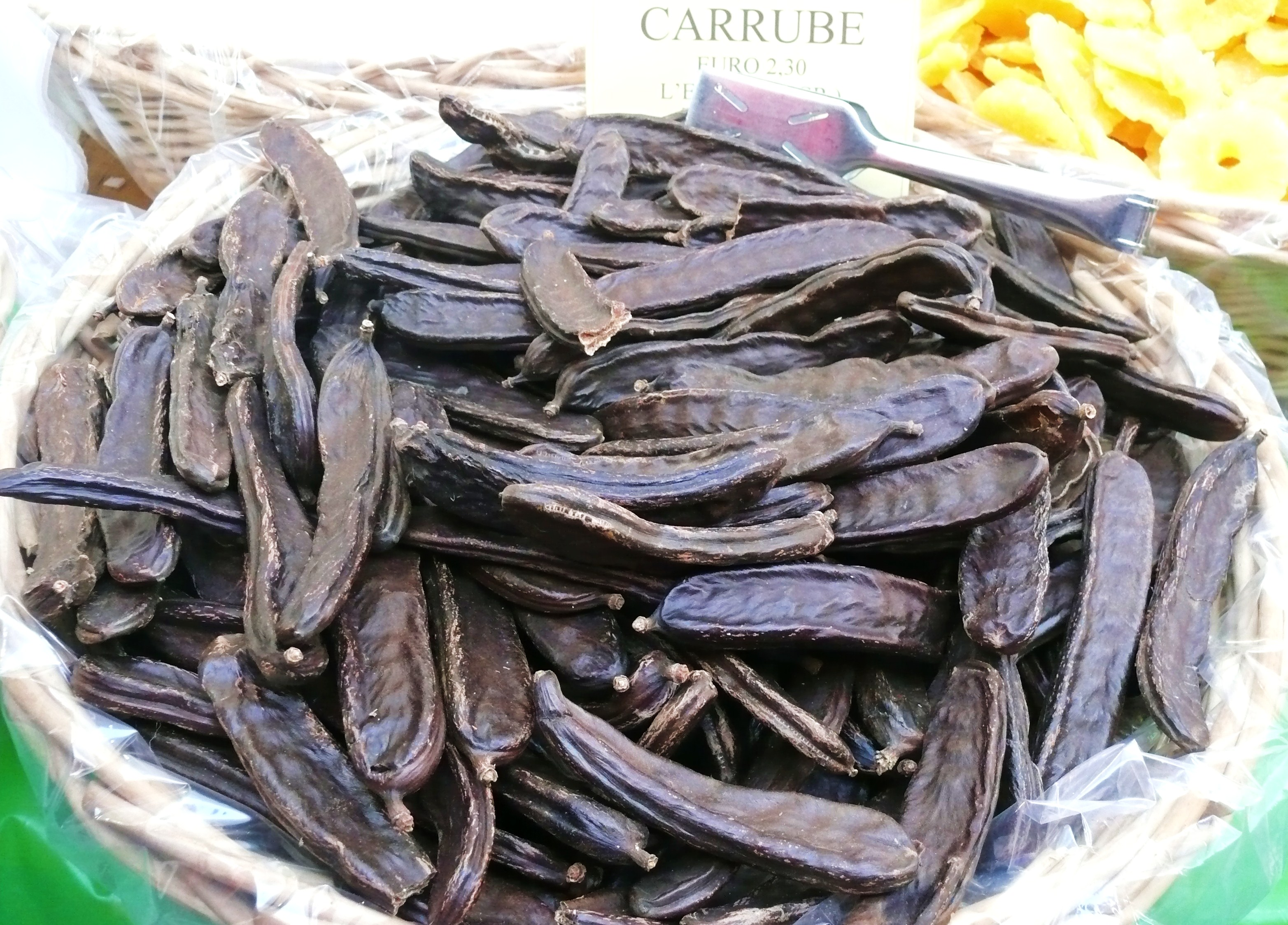
Cesto di carrube al mercato
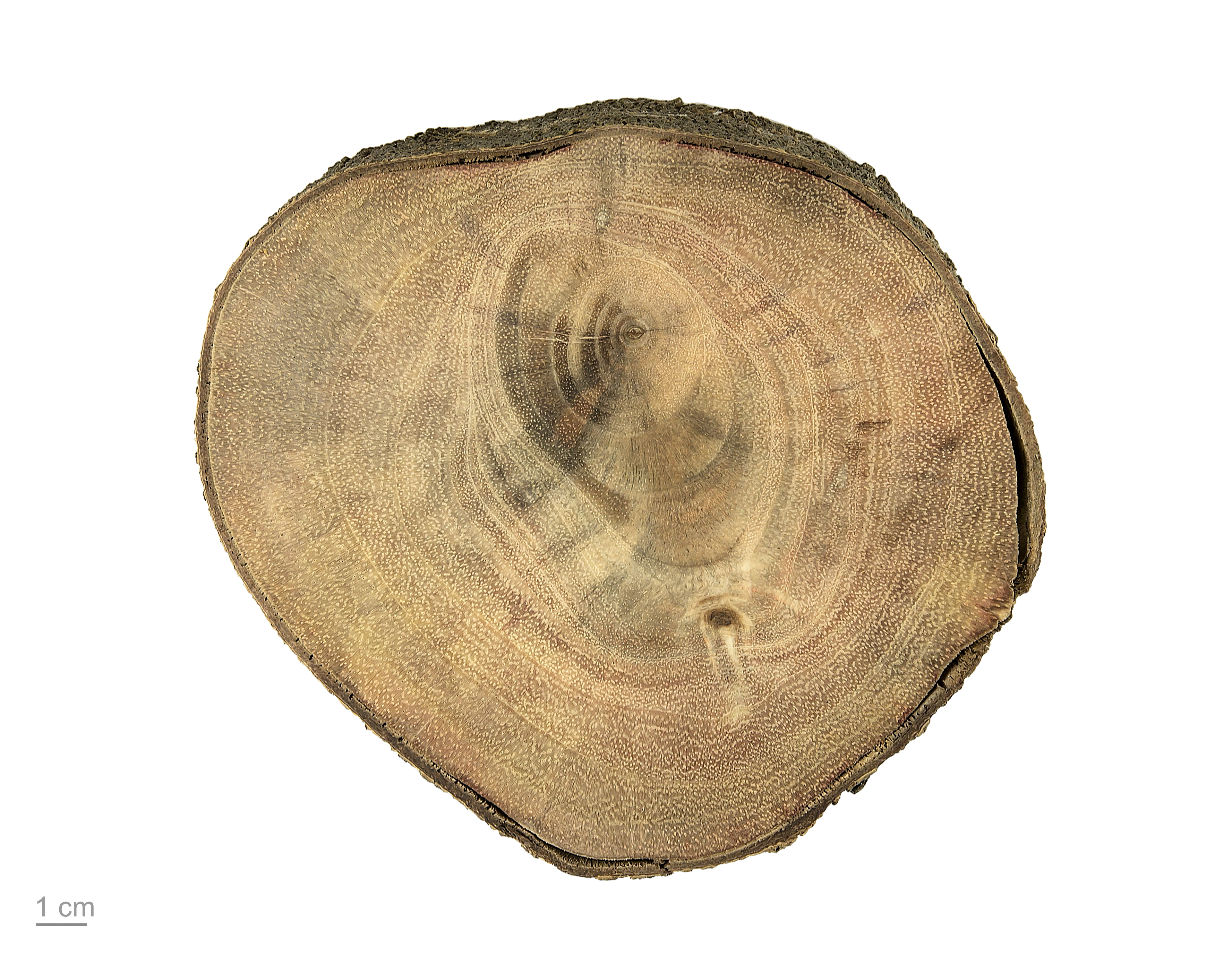
Legna

## Distribuzione e habitat
L'areale di questa specie si estende dal bacino del Mediterraneo sino all'Iran. In Italia è presente come specie naturalizzata e spontanea nelle regioni del Centrosud, specialmente in Sicilia e Sardegna, più rara in Toscana e a nord di questa.. In Puglia, una legge regionale la fa rientrare nelle specie protette.

## Coltivazione
È coltivato specialmente in Nord Africa, Grecia e Cipro e, con minore estensione, in Spagna, Italia meridionale e Albania. In Italia è ancora coltivato in Sicilia, anche se la rilevanza economica di questa produzione è in declino: esistono tuttora importanti carrubeti nel ragusano e nel siracusano; in queste zone sono ancora attive alcune industrie, che trasformano il mesocarpo delle carrube in semilavorati, utilizzati nell'industria dolciaria e alimentare. L'ex provincia di Ragusa copre circa il 70% della produzione nazionale.
Il carrubo è una pianta rustica, poco esigente, che cresce bene in terreni aridi e poveri, anche con molto calcare, non resiste alle forti gelate, ma sopporta bene i climi caldi. Necessita di particolari cure contro i parassiti come le formiche che, infestando l'albero, producono dei bozzoli bianchi nei frutti (nel linguaggio popolare noti come "buzzulune").

## Usi
- I baccelli maturi sono commestibili, si conservano per molto tempo e possono essere consumati, comunemente, freschi o secchi o, in alternativa, passati leggermente al forno. Vengono tradizionalmente consumati soprattutto nei mesi invernali, avendo l'accortezza di scartare i semi, durissimi.[8]
- Il carrubo è una pianta visitata dalle api,[9] per il nettare da cui si può ricavare un miele uniflorale, solo nelle poche aree con un certo numero di piante.[10]
- È apprezzata nelle regioni d'origine per l'ombra delle chiome; infatti, conservando un fogliame molto fitto, produce zone d'ombra, preziose in luoghi aridi.
- Parte dei succedanei del cioccolato sono ottenuti da pasta o semi di carrube.[11]
- Molti addensanti e gelificanti di prodotti alimentari sono ottenuti da farina di semi di carrube.
- Oggi i frutti (privati dei semi) vengono usati per l'alimentazione del bestiame. Un tempo furono usati come materiale da fermentazione per la produzione di alcol etilico. Come d'uso nella tradizione popolare, i semi, ridotti in farina, venivano usati come antidiarroici.
- I semi, durissimi, sono immangiabili; possono invece essere macinati, ottenendosi così una farina[12] dai molteplici usi, che contiene un'altissima quantità di carrubina, che ha la capacità di assorbire acqua in quantità pari a 100 volte il suo peso[senza fonte].
- Siccome i semi erano ritenuti particolarmente uniformi come dimensione e peso, dal loro nome arabo (qīrāṭ o "karat") è stato derivato il nome dell'unità di misura (carato) in uso per le pietre preziose, equivalente a un quinto di grammo. In realtà la variazione del peso dei semi di carrubo, presi alla rinfusa, arriva al 25%.[13][14]
- Tipica è, nelle piante molto longeve, la comparsa, dopo le prime piogge d'agosto, del cosiddetto fungo del carrubo (Laetiporus sulphureus). Seppur consumato in alcune zone della Sicilia e della Basilicata, esso è un fungo tossico, che può causare spiacevoli disturbi gastro-intestinali.[15]
- Il legno di carrubo, per la sua durezza e resistenza, veniva impiegato per la fabbricazione di utensili e macchinari in legno soggetti a usura.
- In fitoterapia l'estratto secco del frutto (carruba) è utilizzabile, anche assieme allo zenzero, nel colon irritabile ad alvo diarroico.[16]